# راینر گی
راینر گی (انگلیسی: Reiner Geye; ۲۲ نوامبر ۱۹۴۹ – ۸ اوت ۲۰۰۲) بازیکن فوتبال اهل آلمان بود.
از باشگاه‌هایی که در آن بازی کرده‌است می‌توان به باشگاه فوتبال کایزرسلاوترن و باشگاه فوتبال فورتونا دوسلدورف اشاره کرد.
وی همچنین در تیم ملی فوتبال آلمان بازی کرده‌است.